# LkCa 15 b

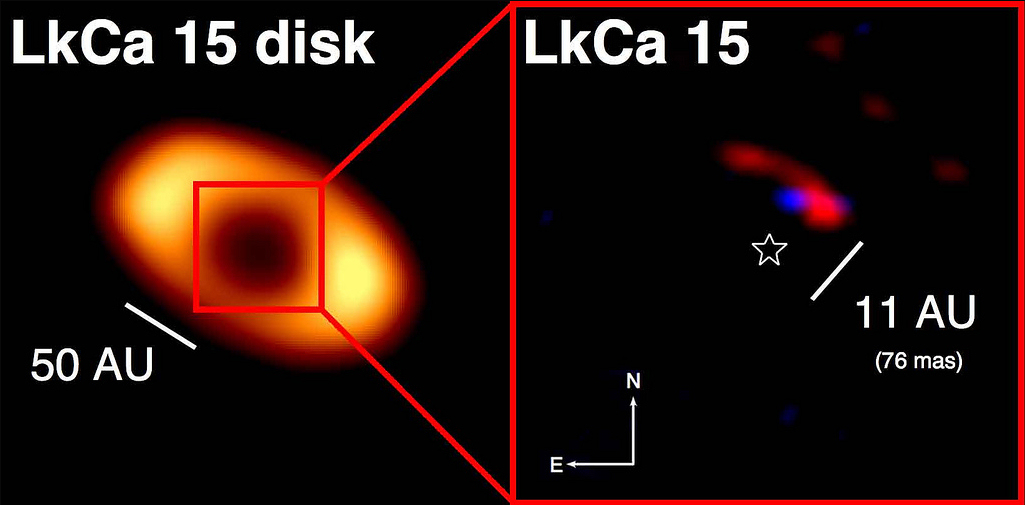
اليسار :قرص انتقالي وسطه خاليا من الغبار، ويبلغ قطره 50 وحدة فلكية,
الشكل إلى اليمين: مقطع يبين الكوكب LkCa 15b (أزرق), وغبار وغاز (أحمر) ومقر النجم LkCa 15.

كوكب LkCa 15b (بالإنجليزية: LkCa 15b) هو كوكب يبعد عنا نحو 450 سنة ضوئية وهو لا يزال في حيز التكوين؛ كوكب خارج المجموعة الشمسية.

## اكتشافه
اكتشف الجرم السماوي LkCa 15b في عام 2011 من مرصد كيك الموجود على جزر هاواي، واكتشفه الباحث الفلكي " أدم كراوس" من المعهد الفلكي" التابع لجامعة هاواي، بمشاركة "ميشائيل إيرلند" من جامعة ماكواري الأسترالية. أتاح استخدام طريقتين في الرصد الفلكي بغرض حجب ضوء النجم القريب في الحصول على صور للكوكب. التقنيتان المستخدمتان في الرصد هو استخدام مرآة تلسكوب يعمل بطريقة بصريات مكيفة بالإضافة إلى حاسوب كبير مع تطبيق تقنية التداخل الضوئي.
بعد ذلك قامت مجموعة باحثين علميين تعمل تحت اشراف «ستيفاني سالوم» من جامعة أريزونا بإجراء أرصاد على هذا الجرم السماوي.

## وصــــفه
يوجد الكوكب LkCa 15b داخل سحابة غازية كبيرة في كوكبة الثور. وهي تبعد عن الأرض نحو 430 مليون سنة ضوئية، وهي في نفس الوقت أقرب منطقة لنا تتكون فيها نجوم جديدة. في تلك المنطقة يكوّن الكوكب LkCa 15b مع كوكبين آخرين في دور النشأة LkCa 15c والكوكب LkCa 15d نظام فلكي يشبه المجموعة الشمسية. النجم الذي يتوسط هذا النظام يبلغ عمره نحو مليوني سنة ولا يزال في حيز التكوين، ويسمى
LkCa 15.
توجد الكواكب في داخل قرص يكاد أن يكون خاليا من الغبار والغاز يبلغ قطره نحو 50 وحدة فلكية. وكما يقول الباحثون أن قياساتهم للأشعة تحت الحمراء الأتية تدل على وجود غاز الهيدروجين في تلك السحابة تبلغ درجة حرارتها 9700 درجة مئوية ومنه تتكون تلك الكواكب. كما استطاع العلماء اكتشاف غبار عالي الحرارة يتساقط على الكوكب LkCa 15b وهو بذلك ينمو.
تلك الأحداث الطبيعية تم رصدها خلال فترات طويلة بواسطة التلسكوب الثنائي الكبير في أريزونا وتلسكوب ماجلان في تشيلي. وطبقا لرؤية «أدم كراوس» مكتشف الكوكب أن الكوكب LkCa 15b محاط بسحابة من الغبار والغاز مثل المشتري ويعتبر كوكب غازي. وطبقا للقياسات فهي تبين أن المجال مغناطيسي للكوكب أشد كثيرا من المجال المغناطيسي لكوكب المشتري. ويقدر بأنه أشد نحو 20 مرة من المجال المغناطيسي للأرض.
ويعتبر الكوكب LkCa 15b هو أول كوكب خارج المجموعة الشمسية يكتشف في حالة تناميه فهو لا يزال في حالة تكوينه.
ويريد العلماء مواصلة رصد الكوكب للتحقق من نظرياتهم الفلكية في موضوع تكوّن الكواكب.

## وصلات خارجية
- Astronomie: Forscher beobachten Planetengeburt in: صحيفة شبيغل الإلكترونية vom 19. November 2015
- Erstes Foto einer Planetengeburt  bei: scinexx.de
- Forscher verfolgen Geburt eines Planeten bei: ingenieur.de vom 23. November 2015
- Accreting protoplanets in the LkCa 15 transition disk Artikelvorschau in: نيتشر vom 18. November 2015 (engl.)
- Datenblatt zum Planet LKCA 15 b bei exoplanet.eu (engl.)

## اقرأ أيضا
- التلسكوب الثنائي الكبير
- تلسكوب ماجلان